# 메이오
메이오(明応, めいおう)는 일본의 연호(元号) 중 하나이다.
- 전후 : 엔토쿠(延徳) 이후 - 분키(文亀) 이전.
- 시기 : 1492년 ~ 1500년
- 천황 : 고쓰치미카도 천황, 고카시와바라 천황
- 쇼군 : 무로마치 막부의 아시카가 요시타네, 요시즈미

## 개원(改元)
- 엔토쿠 4년 7월 19일(율리우스력 1492년 8월 12일), 역병 등을 이유로 개원.
  - 다만 무로마치 막부가 개원 의식을 7월 28일에 행했기 때문에, 이 날부터 신연호를 채용한다.
- 메이오 10년 2월 29일(율리우스력 1501년 3월 18일), 분키로 개원된다.

## 출전
『주역』의 「其徳剛健而文明、応乎天」

## 메이오 시기에 일어난 일
- 3년
  - 메이오 정변. 호소카와 마사모토가 쇼군 아시카가 요시타네를 폐하고 아시카가 요시즈미를 옹립하다.
- 7년
  - 8월 25일 : 도카이도 전역에서 대지진이 발생하다. 쓰나미에 의해 하마나호가 바다와 이어진다.
- 9년
  - 6월 7일 : 오닌의 난에 의해 중단되었던 기온 마쓰리의 다시(山車, 마쓰리 때 사용하는 가마) 순행이 33년 만에 부활하다.
  - 10월 25일 : 고쓰치미카도 천황의 붕어로 고카시와바라 천황이 천조(践祚)하다.

### 태어남
- 2년
  - 11월 22일 : 아사쿠라 다카카게
  - 호조 겐안
- 3년
  - 다케다 노부토라
  - 사이토 도산
- 5년
  - 12월 23일 : 고나라 천황
- 6년
  - 3월 14일 : 모리 모토나리

### 죽음
- 2년
  - 윤4월 25일 : 하타케야마 마사나가
- 4년
  - 9월 18일 : 오우치 마사히로
- 5년
  - 5월 20일 : 히노 도미코
- 8년
  - 3월 25일 : 렌뇨
- 9년
  - 9월 28일 : 고쓰치미카도 천황

## 서력과의 대조표
| 메이오 | 원년   | 2년    | 3년    | 4년    | 5년    | 6년    | 7년    | 8년    | 9년    | 10년   |
| ------ | ------ | ------ | ------ | ------ | ------ | ------ | ------ | ------ | ------ | ------ |
| 서력   | 1492년 | 1493년 | 1494년 | 1495년 | 1496년 | 1497년 | 1498년 | 1499년 | 1500년 | 1501년 |
| 간지   | 임자   | 계축   | 갑인   | 을묘   | 병진   | 정사   | 무오   | 기미   | 경신   | 신유   |

## 같이 보기
- 일본의 연호 일람

| 이전 엔토쿠 | 일본의 연호 1492년 ~ 1501년 | 다음 분키 |